# Reino da Ânglia Oriental
```
   |-
       |
Erro:
:  
valor não especificado para "
nome_comum
"
```

O Reino da Ânglia Oriental (em inglês antigo: Ēast Engla Rīce) foi um reino estabelecido pelos anglos por volta do século VI, na região que hoje compreende aos condados de Norfolk e Suffolk, na Inglaterra. Integrava o que a tradição denomina de Heptarquia anglo-saxã, a qual era constituída de sete reinos principais.  Surgiu a partir da união do North Folk com o South Folk ("povo do norte" e "povo do sul", em inglês). O reino foi um dos quatro únicos que existiram até a chegada do Grande Exército Pagão. Segundo Beda, a evangelização dos anglos orientais foi levada a cabo por monges escoceses vindos do norte.
O reino manteve uma economia comercial e pesqueira, com importantes relações com os povos escandinavos e francos. Há algumas semelhanças com o Reino de Kent, pois ambos possuíam poderosas famílias reais no século VII e, no entanto, se expandiram modestamente ao decorrer os anos. Presume-se que a vasta região litorânea e o fácil contato com o continente tenha tornado a expansão para oeste menos necessária.

## Origem
Diferentemente de Mércia e Nortúmbria, existem poucas fontes sobre a origem exata do reino. A ausência de documentação se deve aos saques e assentamentos vikings na costa leste da Grã Bretanha, ocasionando o desaparecimento dos arquivos guardados pelas dioceses do reino, sendo Dommoc a principal delas.
Por outro lado, a tradição contida na Crônica Anglo-Saxã relata sua fundação sob o reinado de Wuffa, primeiro rei da dinastia dos Wuffingas, que ascendeu ao trono em uma data desconhecida, mas acredita-se que tenha reinado até 578. O soberano mais conhecido desta dinastia é Redualdo, que reinou de 599 até 624 ou 625. 

## Conflitos
Os reis da Ânglia Oriental estiveram em diversos conflitos com o Reino da Mércia. Segundo Beda, eles ou eram patronos da Igreja ou vítimas da agressão da Mércia. As causas do conflito envolviam a disputa pela influência na região de East Midland, cuja localização ficava entre os dois reinos.
Por um período curto em torno do ano 616, após uma vitória militar contra o Reino da Nortúmbria, a Ânglia Oriental foi o mais poderoso dos Estados anglo-saxões da Grã-Bretanha; seu rei, Redualdo, tornou-se Bretvalda (suserano da Heptarquia). Porém, nos 40 anos seguintes, o reino foi derrotado três vezes pela Mércia e continuou a declinar. Em 794, o rei Offa da Mércia ordenou a execução do rei Etelberto II e assumiu o controle da Ânglia Oriental. A restauração da independência ocorreu sob o reinado de Etelstano, mediante uma revolta bem-sucedida contra a Mércia entre 825 e 827, na qual dois reis mércios foram mortos tentando reprimi-la. 
Os reis da anglos-orientais aparecem nos escritos, segundo Yorke, como valentes guerreiros capazes de proporcionar uma efetiva resistência contra os planos de expansão da Mércia. A capacidade do reino de recuperar de um período de submissão e sobreviver até o fim do século IX sugere a existência de um efetivo controle e administração dos recursos reais. 

## Declínio
Entretanto, em 866, o grande exército pagão saqueou a região. Em 869, os vikings capturaram em batalha o rei Edmundo e tomaram o reino. Edmundo teve uma morte cruel por resistir a invasão e foi lembrado como mártir pela tradição inglesa durante os dois séculos seguintes. Os dinamarqueses mantiveram o estado como vassalo até 879, quando passaram a governar a área diretamente, sendo rei o dinamarquês Gutrum, o velho, que reinou entre 879 e 890. Os saxões retomaram a área em 920, mas os ingleses a perderam em 1015-1017, quando foi conquistada por Canuto, o Grande, e concedida a Thorkell, o Alto, em 1017, em caráter de feudo.